# 野口祥順
野口 祥順（のぐち よしゆき、1981年〈昭和56年〉5月16日 - ）は、茨城県土浦市出身の元プロ野球選手（内野手、外野手）。右投右打。

## 経歴

### プロ入り前
茨城県新治郡新治村（現・土浦市）生まれ。中学時代は地元のシニアクラブに所属しつつ、臨時で陸上競技にも出場し、走り幅跳びでは県大会で優勝したこともある。
藤代高に進学し、陸上部に入るつもりだったが持丸修一監督と出会い、野球を続けた。天性のバネを生かす指導を受け、鳥谷敬（聖望学園高）と並んで、長打力と強肩を売りにした関東屈指のスケールが大きい遊撃手として活躍。3年の夏は常総学院に敗れてベスト8どまりも、俊足強肩と、高校通算30本塁打が示す、つぼにはまった時のパンチ力があった。
1999年のドラフト会議において、ヤクルトスワローズから1位指名を受け、入団。

### プロ入り後
2000年、当初は「長打力を秘めた、走攻守三拍子揃った大型遊撃手」として、「ポスト池山隆寛」が球団からの期待だった。しかし選手生命も危ぶまれた頭部死球などの事故が重なったため、入団後しばらくは二軍で打率1割台から2割台前半という成績が続いた。
2001年も、一軍に帯同してオープン戦初出場こそ果たすが結果を残せず、二軍でも打率.143と振るわず一軍昇格はならなかった。この期間、野村克也前監督が導入したID野球を理解せずコーチの指導も表面しか聞けていなかったと振り返っている。
2002年7月3日にイースタンの試合で頭部に死球を受け、約3週間戦線離脱した。この間、自分の野球について考え、荒井幸雄コーチと相談しつつ、バットを短く持つスタイルへの変化に取り掛かった。9月12日に故障の宮本慎也に代わって初の一軍登録を受けると、翌日の9月13日、対横浜ベイスターズ戦、途中出場からの打席で千葉英貴から、プロ野球史上44人目となるプロ初打席初本塁打という華々しいデビューを飾った。この時、野口のバットはツーグリップほど握りを空けていた。
2003年は、初の開幕一軍でシーズンを迎えた。スタメン出場はなかったが1年間ほぼ一軍で過ごし、主に代走や守備固めで自己最多の51試合に出場。本塁打は打てなかったが、5盗塁と俊足ぶりを発揮している。
2004年はレギュラー候補としてシーズンを迎え、3月に入籍も発表する充実したスタートとなった。開幕こそ二軍で迎えたが、宮本慎也の離脱に伴い5月2日から約1ヶ月、8番遊撃手としてスタメン出場が続いた。一時は打率も3割後半を記録し、4本塁打と打撃でも貢献していたが、右肩に不安を訴えるようになり、8月以降はスタメンを城石憲之に譲って代走要員に逆戻り。オフの11月に右肩を手術する事になった。
2005年は、1年間をリハビリに充てる事になった。
2006年は、リハビリを経て二軍の試合に復帰。ファームでも指名打者や一塁手など、肩に負担のかからない形での起用が続いた。イースタン・リーグでは最終的に打率.274、6本塁打、長打率.558、8盗塁を記録し、持ち前の長打力・俊足は健在だった。
2007年、一軍出場はならなかったが、1年間を順調に過ごした。肩の負担は短い距離で強く投げる内野の方が負担が大きいとされるため、肩に配慮してファームの対外試合では、外野での起用がほとんどだった。打撃は持ち前の鋭さが戻ってきており、打率.271、6本塁打、さらにはイースタン・リーグ最多の51得点・5三塁打の好記録をマーク。また二軍における自己最多の年間17盗塁（同リーグ3位）も記録している。シーズン終盤には待望の内野（三塁手）での起用もなされ、フェニックス・リーグでは二塁手として出場するなど、守備面で順調な回復を見せている。秋のキャンプでは、スピードを生かした野球を標榜する高田繁新監督から、期待の一人として指名された。
2008年当初は二軍キャンプでのスタートだったが、2月15日に一軍キャンプに合流し、練習試合では本塁打を放つなどアピールに成功した。開幕こそファームで迎えることになったが、イースタン・リーグでは攻守にはつらつとしたプレーで、4月7日までに1本塁打5盗塁と好調を見せた。そのことが評価される形で、4月8日に2004年以来3年半ぶりの一軍昇格となった。一軍に定着しきることはできなかったものの、イースタン・リーグでは10年ぶりの優勝に貢献し、最終的に打率.273、8本塁打、16盗塁を記録し、一塁・二塁・三塁・外野を10試合以上守っている。10月には消化試合ながら再び一軍に昇格。10月7日の対中日ドラゴンズ戦では三塁手でスタメン出場し、本塁打、三塁打と単打を放ってあわやサイクルヒットの活躍を見せた。翌10月8日の対横浜戦でも、三浦大輔から2試合連続となる本塁打を記録した。かかとの怪我で最後まで一軍に帯同することはできなかったが、秋季キャンプでは一軍メンバーに選ばれ、松山でプレーしている。
2009年はどこのポジションでも対応できるよう、7個のグラブとファーストミットを常に用意している。一塁17試合、二塁17試合、三塁4試合、左翼7試合とユーティリティーぶりを発揮し、代走で出場したあとそのまま元の選手の守備位置に就けるメリットがあるため積極的に代走起用された。自己最多の74試合に出場し、打率.263、11盗塁と期待に応える活躍を見せた。
2010年、2011年は打撃で結果が残せず、福地寿樹・三輪正義ら代走陣の充実もあって出場機会が減少した。 
2012年も一塁手の畠山和洋への代走・守備固めとしての起用が多かったが、数少ない先発出場の機会には打線の穴を埋め、故障者が続出するチームに貢献した。しかし、バントの失敗が目立ち、一軍戦力としての定着には至らなかった。 
2014年、ファームでは打率.316、9本塁打、OPS.937と目覚ましい成績を残し、一軍でも打率.286と一定の結果を残したが10月1日、球団から戦力外通告を受ける。
現在は現役を引退し、同球団の球団職員として活動している。
スタメン表記入を真中監督時代から担当しており、字の達筆さに定評がある。
2021年度より、一軍マネージャーに就任。

## 選手としての特徴
一軍デビュー当初は、ひ弱な打撃を解消するために185cmの長身ながらバットを極端に短く持って打席に立っていた。それだけに上述のプロ初打席初本塁打は衝撃的なものだった。以降バットを短く持つスタイルは堅持しているが、普通はワングリップ程度、速球投手にはさらに短くと臨機応変に対応している。
ナイターでもゴーグルを着けている。その方が球を見やすいと本人は語り、目を凝らさずに済むので肩への負担が抑えられるという。ただしその肩は完治しておらず（2009年7月現在）、可動範囲は非常に狭いままである。そのためスローイングやバッティングに支障が残っているが、さまざまな工夫をしながらプレーをこなしている。

## 詳細情報

### 年度別打撃成績
| 年 度     | 球 団     | 試 合 | 打 席 | 打 数 | 得 点 | 安 打 | 二 塁 打 | 三 塁 打 | 本 塁 打 | 塁 打 | 打 点 | 盗 塁 | 盗 塁 死 | 犠 打 | 犠 飛 | 四 球 | 敬 遠 | 死 球 | 三 振 | 併 殺 打 | 打 率 | 出 塁 率 | 長 打 率 | O P S |
| --------- | --------- | ----- | ----- | ----- | ----- | ----- | -------- | -------- | -------- | ----- | ----- | ----- | -------- | ----- | ----- | ----- | ----- | ----- | ----- | -------- | ----- | -------- | -------- | ----- |
| 2002      | ヤクルト  | 17    | 55    | 47    | 7     | 11    | 2        | 1        | 1        | 18    | 4     | 0     | 1        | 4     | 0     | 4     | 0     | 0     | 13    | 1        | .234  | .294     | .383     | .677  |
| 2003      | ヤクルト  | 51    | 14    | 12    | 17    | 2     | 0        | 0        | 0        | 2     | 0     | 5     | 2        | 1     | 0     | 1     | 0     | 0     | 5     | 0        | .167  | .231     | .167     | .397  |
| 2004      | ヤクルト  | 49    | 82    | 69    | 12    | 16    | 2        | 2        | 4        | 34    | 13    | 6     | 2        | 2     | 1     | 9     | 1     | 1     | 21    | 2        | .232  | .325     | .493     | .818  |
| 2008      | ヤクルト  | 17    | 34    | 29    | 8     | 8     | 1        | 2        | 2        | 19    | 6     | 1     | 1        | 0     | 0     | 5     | 0     | 0     | 5     | 0        | .276  | .382     | .655     | 1.038 |
| 2009      | ヤクルト  | 74    | 94    | 80    | 21    | 21    | 3        | 0        | 1        | 27    | 4     | 11    | 3        | 6     | 1     | 6     | 0     | 1     | 22    | 1        | .263  | .318     | .338     | .656  |
| 2010      | ヤクルト  | 31    | 29    | 23    | 7     | 2     | 0        | 0        | 0        | 2     | 0     | 5     | 1        | 3     | 0     | 3     | 0     | 0     | 8     | 1        | .087  | .192     | .087     | .279  |
| 2011      | ヤクルト  | 26    | 15    | 14    | 3     | 2     | 0        | 0        | 0        | 2     | 1     | 2     | 2        | 1     | 0     | 0     | 0     | 0     | 3     | 1        | .143  | .143     | .143     | .286  |
| 2012      | ヤクルト  | 39    | 46    | 38    | 10    | 10    | 1        | 0        | 0        | 11    | 0     | 2     | 2        | 4     | 0     | 3     | 0     | 1     | 9     | 0        | .263  | .333     | .289     | .623  |
| 2014      | ヤクルト  | 35    | 44    | 42    | 11    | 12    | 4        | 0        | 0        | 16    | 1     | 0     | 0        | 1     | 0     | 1     | 0     | 0     | 11    | 0        | .286  | .302     | .381     | .683  |
| 通算：9年 | 通算：9年 | 339   | 413   | 354   | 96    | 84    | 13       | 5        | 8        | 131   | 29    | 32    | 14       | 22    | 2     | 32    | 1     | 3     | 97    | 6        | .237  | .304     | .370     | .674  |

### 記録
- 初出場：2002年9月13日、対横浜ベイスターズ23回戦（横浜スタジアム）、7回裏に遊撃手で出場
- 初打席・初安打・初本塁打・初打点：同上、9回表に千葉英貴から左越2ラン　※史上44人目の初打席初本塁打
- 初先発出場：2002年9月14日、対横浜ベイスターズ24回戦（横浜スタジアム）、2番・遊撃手で先発出場
- 初盗塁：2003年5月15日、対中日ドラゴンズ9回戦（石川県立野球場）、6回表に二盗（投手：山北茂利、捕手：柳沢裕一）

### 背番号
- 55 （2000年 - 2014年）